# Луценко, Семён Васильевич
Семён Васильевич Луценко — советский хозяйственный, государственный и политический деятель, Герой Социалистического Труда. 

## Биография
Семён Луценко родился в 1911 году в селе Юца. Член ВКП(б).
В 1925-1939 годах — батрак у местного кулака, механизатор, бригадир тракторной бригады, директор МТС колхоза «Пролетарская воля».
Участник Великой Отечественной войны.
В 1939–1972 годах председатель колхоза «Пролетарская воля».
Указом Президиума Верховного Совета СССР от 11 января 1957 года присвоено звание Героя Социалистического Труда с вручением ордена Ленина и золотой медали «Серп и Молот». Награждён также орденом Трудового Красного Знамени.
Избирался депутатом Верховного Совета РСФСР 2-го созыва.
Умер в 1973 году в Юце.